# Kewan Pádre
Kewan Pádre Hussein er en dansk musikproducer og komponist indenfor rap og hiphop-genren der går under kunstnernavnet Kewan Ligger Beatet Normal.
Kewan er af kurdisk herkomst og stammer fra Halabja.
Som tre-fire år gammel kom han til Danmark og begyndte efter han startede i folkeskolen at gå hos Rødovre Musikskole til cello. Han fortsatte med cello de næste 10 år.
I hans 6.-7. klasse flyttede familien til Islev og fik klaver som Kewan begyndte at spille på.
Senere blev han introduceret til computerprogrammet Fruity Loops.
På Greve Gymnasium mødte Kewan Hasan Shah som han lavede musik med.
Senere er det blevet til samarbejde med Young, MellemFingaMuzik, Gilli, Sleiman, Mads Langer, Node og Jimilian.
Blandt hans værker er C'est la vie fra 2015 og Blæstegnen fra 2020.
Til Eurovision Song Contest 2012 i Aserbajdsjan var Kewan på scenen med sin cello til Soluna Samays Should've Known Better.